# Victor Sikora
Victor Tadeusz Sikora (* 11. April 1978 in Deventer) ist ein ehemaliger niederländischer Fußballspieler polnischer Abstammung, der sowohl als offensiv ausgerichteter Mittelfeldspieler, wie auch als Flügelspieler zum Einsatz kam.

## Vereinskarriere

### Anfangsjahre bei den Go Ahead Eagles
Der in Deventer in der Provinz Overijssel geborene Sikora begann seine aktive Karriere als Fußballspieler bei seinem Heimatverein, dem unterklassig spielenden Roda Deventer, von dem er noch im Nachwuchsalter zu den Go Ahead Eagles wechselte. Beim Klub, der seinen Sitz ebenfalls in Deventer hat, war er bis 1995 in den verschiedenen Jugendmannschaften aktiv und schaffte bereits in der Saison 1994/95 den Sprung in die Profimannschaft, die ihren Spielbetrieb zu diesem Zeitpunkt bereits in der Eredivisie, der höchsten Fußballliga des Landes, hatte. Noch in der gleichen Spielzeit gab der zu diesem Zeitpunkt gerade einmal 16-Jährige sein Profidebüt, als er am 15. Februar 1995 bei der 1:2-Auswärtsniederlage gegen den RKC Waalwijk in der 69. Spielminute für Gijs Steinmann eingewechselt wurde. Nach einer durchwachsenen Saison, in der das Profiteam des Vereins lediglich auf den vorletzten Tabellenplatz kam, konnte das Team den weiteren Verbleib in der Erstklassigkeit nur durch den Gewinn der Aufstiegs- bzw. Abstiegsplayoff am Saisonende sichern.
Nach dem geschafften Klassenerhalt kam Sikora in der Spielzeit 1995/96 bereits öfter für das Profiteam zum Einsatz und brachte es bis zum Saisonende auf insgesamt 14 Ligaauftritte, in denen er auch seinen ersten Profiligatreffer erzielte. Wie schon in der vorhergegangenen Saison konnte die Mannschaft auch 1995/96 nicht überzeugen und stand zum Saisonende mit 22 Punkten und 34 Partien auf dem letzten Tabellenplatz und musste so den Abstieg in die niederländische Zweitklassigkeit antreten. Dort avancierte der gelernte allerdings zu einem Stammspieler und brachtes es bis zum Ende der Saison 1996/97 gar auf 32 Meisterschaftsauftritte, in denen er acht Mal zum Torerfolg kam. Damit war er neben Erik Tammer (23 Treffer) der zweiterfolgreichste Torschütze seines Teams. Obwohl man danach in den Playoffs teilnahm, konnte der geplante Wiederaufstieg aufgrund der niedrigeren Tordifferenz der Go Ahead Eagles nicht vonstattengehen und das Team musste in der Eerste Divisie verbleiben.

### Mit den Go Ahead Eagles durch die Zweitklassigkeit
Auch in der nachfolgenden Saison 1997/98 sollte sich daran nicht viel ändern. Nach 34 ausgetragenen Partien erreichte das Team, lediglich einen Platz im Tabellenmittelfeld und musste sich damit begnügen weiterhin in der zweithöchsten niederländischen Fußballliga zu verbleiben. Sikora kam in 31 Spielen zum Einsatz und agierte neben Spielern wie Erik Tammer (17 Tore) und Jan Michels (12 Tore) mit zwölf Treffern als einer der Torjäger der Mannschaft. Nach einer weiteren für ihn persönlich sehr starken Spielzeit 1998/99, in der er in 29 absolvierten Ligaspielen 13 Tore erzielte, er es mit der Mannschaft aber zum wiederholten Male nicht in die Relegationsplayoffs schaffte, wurden einige Klubs auf den offensivstarken Mittelfeldakteur, der zu dieser Zeit auch oftmals als Stürmer eingesetzt wurde, aufmerksam. Größter Erfolg mit der Mannschaft war in dieser Saison auch der Einzug ins Sechzehntelfinale des KNVB-Pokals der Spielzeit 1998/99, wo man danach allerdings dem FC Zwolle mit 2:5 unterlag. In denen Jahren zuvor schied Sikora mit dem Team meist bereits kurz nach der Gruppenphase in der ersten KO-Runde vom laufenden Bewerb aus.

### Rückkehr in die Eredivisie
Aufgrund seines Offensivtalents wurde Sikora, der in seiner Abschlusssaison bei den Go Ahead Eagles mit seinen 13 Toren hinter Bram Marbus (14 Treffer) auf dem zweiten Platz der vereinsinternen Torschützenliste rangierte, schließlich vom niederländischen Erstligisten Vitesse Arnheim unter Vertrag genommen. Beim Klub aus der am Niederrhein liegenden Stadt Arnheim erkämpfte sich Sikora rasch einen Stammplatz im offensiven Mittelfeld und war in seiner ersten Saison beim neuen Verein gleich in 28 Meisterschaftsspielen im Einsatz, in denen er acht Tore erzielte. Auch in der Liga lief es für Sikora besser als in den Jahren zuvor. Mit Vitesse Arnheim schaffte er es sofort auf die vorderen Tabellenplätze und war so mit der Mannschaft zum wiederholten Male für die Teilnahme am UEFA-Pokal berechtigt. Nachdem er in diesem Bewerb bereits 1999/2000 erste Erfahrungen sammeln konnte, als er in einem einzigen UEFA-Pokalspiel eingesetzt wurde, folgten nach der guten Saisonplatzierung 1999/2000 im UEFA-Pokal 2000/01 weitere zwei Auftritte.
In der Liga lief es für den rechts ausgerichteten Offensivakteur ähnlich wie in der vorhergegangenen Spielzeit. Dabei kam Sikora in der Saison 2000/01 in 27 Meisterschaftsspielen zum Einsatz, in denen er neun Mal zum Torerfolg kam. Jedoch reichte es in dieser Spielzeit nur knapp nicht für einen Startplatz im UEFA-Pokal der darauffolgenden Saison. Auch im KNVB-Pokal blieb der ganz große Erfolg aus und das Team schied, wie bereits 1999/2000, auch in der Saison 2000/01 im Semifinale vom laufenden Bewerb aus. Mit der nachfolgenden Saison 2001/02, in der er mit dem Team wieder einen UEFA-Pokal-Startplatz erreichte, sank auch Sikoras Trefferquote, wobei er in 29 absolvierten Ligapartien drei Mal zum Torerfolg kam. Trotz alledem bekundete der zu dieser Zeit amtierende niederländische Meister Ajax Amsterdam Interesse am gelernten Mittelfeldakteur und holte ihn für eine kolportierte Ablösesumme von rund 4,5 Millionen Euro in die niederländische Hauptstadt. Neben dem Wechsel zu Ajax Amsterdam stand zu dieser Zeit auch ein Transfer nach England zum FC Fulham im Raum.

### Meister und Vizemeister mit Ajax Amsterdam
Dort begann für den damals 24-Jährigen sein bisher erfolgreichster Karriereabschnitt, obwohl er sich vor allem in seiner ersten Saison beim Hauptstadtklub nichts als Stammspieler etablieren konnte und so einen Teil der Spielzeit 2003/04 verletzungsbedingt pausieren musste. In dieser wurde er in 17 Ligaspielen eingesetzt, in denen er zwei Mal zum Torerfolg kam und gewann mit dem Team unter anderem die Johan-Cruyff-Schaal des Jahres 2002. Daneben sammelte Sikora erste Erfahrungen in der UEFA Champions League, wobei er für den amtierenden niederländischen Meister Ajax Amsterdam gleich in vier Begegnungen (u. a. gegen Olympique Lyon, Inter Mailand oder AS Rom) zum Einsatz kam und es mit der Mannschaft bis ins Viertelfinale des Bewerbs kam, wo man allerdings dem späteren Champions-League-Sieger AC Mailand knapp mit einem Gesamtscore von 2:3 aus Hin- und Rückspiel unterlag. In der Meisterschaft schaffte es der 1,72 m große Mittelfeldspieler mit einem Punkt Rückstand auf die PSV Eindhoven auf den zweiten Tabellenplatz, womit man für die Teilnahme an der 3. Qualifikationsrunde zur Champions League 2003/04 berechtigt war.
Nach einem knappen Weiterkommen in der Qualifikation (Gesamtscore: 2:3 gegen den Grazer AK) schied man in der anschließenden Gruppenphase des Bewerbs als Letzter der Gruppe H frühzeitig vom laufenden Bewerb aus und konnte sich dafür wieder voll auf die laufende Meisterschaft konzentrieren. Sikora, der in beiden CL-Qualifikationsspielen und in zwei der insgesamt sechs Gruppenspielen seines Teams in der Champions League zum Einsatz gekommen war, avancierte auch innerhalb der Liga zu einem der Stammakteure im Mittelfeld von Ajax Amsterdam. Dabei kam der polnischstämmige Sikora, der bei Ajax oftmals im defensiven Mittelfeld eingesetzt wurde, auf insgesamt 27 Meisterschaftsauftritte sowie fünf Tore und war damit maßgeblich am insgesamt 29. Meistertitel in der Vereinsgeschichte beteiligt.

### Als Leihspieler zu Heerenveen und Breda
Obgleich der Erfolge, die er mit Ajax feierte, entschloss sich die Vereinsführung Sikora als Leihspieler weiterzugeben. Seine erste Leihstation war hierbei der SC Heerenveen, für den er in der gesamten Saison 2004/05 zum Einsatz kommen sollte, es bis zum Saisonende jedoch auf lediglich 19 Einsätze und einen Treffer brachte. Nach einem fünften Platz im Endklassement und der Rückkehr zu seinem eigentlichen Stammverein in die Hauptstadt wurde der nun defensiv ausgerichtete Mittelfeldspieler ein weiteres Mal verliehen. Diesmal ging seine Reise nach Breda, wo er beim dort aktiven NAC Breda Fuß fassen sollte, es aber über die gesamte Spielzeit 2005/06 auf nur auf 13 Ligaeinsätze brachte, in denen er auch noch torlos blieb. Obwohl er sich in seiner Leihsaison bei Breda nicht wirklich etablieren konnte, setzte man dennoch Vertrauen in ihn und holte ihn für die Saison 2006/07 als fixen Neuzugang in die Mannschaft.

### Als Stammspieler beim NAC Breda
Von Verletzungen geplagt konnte sich Sikora auch nach seiner fixen Verpflichtung beim Fußballklub aus Breda nicht wirklich durchsetzen und absolvierte bis zum Saisonende lediglich neun Meisterschaftsspiele, in denen er ein Mal zum Torerfolg kam. Noch dazu kam eine schlechte Saisonplatzierung des Teams in der Endtabelle der Eredivisie, wobei das Team sogar am Relegationsplayoff teilnehmen musste, dort aber den weiteren Verbleib in der Erstklassigkeit sichern konnte. Dort kam der 1,72 m große vielseitig einsetzbare Mittelfeld- und Flügelspieler in der Saison 2007/08 auf 21 Ligaeinsätze und zwei Tore, konnte aber trotzdem nicht an den Leistungen der letzten Jahre anschließen und beschloss nach dem Auslaufen seines Vertrages das niederländische Oberhaus zu verlassen.

### Wechsel nach Übersee
Bald darauf zog es ihn in die Vereinigten Staaten, wo er beim FC Dallas einen lukrativen Vertrag  mit einem Grundgehalt von 144.000 US-Dollar und einer garantierten Abfertigungssumme von etwas mehr als 163.000 US-Dollar unterzeichnete. Doch auch bei den US-Amerikanern blieb Sikora nicht vom Verletzungspech verschont und fiel nach nur zwei absolvierten Ligapartien nach einem Meniskusriss im rechten Knie für mehrere Wochen aus. Auch nach seiner Rückkehr nach knapp eineinhalb Monaten konnte sich Sikora nicht wirklich in die Mannschaft einfinden und absolvierte am Saisonende weitere drei Ligaspiele, in denen er allerdings abermals nicht durchspielen konnte und frühzeitig ausgewechselt werden musste. Unter anderem gelang ihm aber im Saisonabschlussspiel, einem 2:2-Auswärtsremis gegen LA Galaxy, ein Tor, das ihm der langjährige mexikanische Internationale Duilio Davino vorlegte. Nach einem Probetraining bei seinem ehemaligen Verein, den Go Ahead Eagles, wurde Sikora in der Winterpause vor der neuen Saison als Gastspieler nach Australien zu Perth Glory verliehen. Dort sollte er den Brasilianer Amaral ersetzen, der verletzungsbedingt ausgefallen war. Noch in seiner ersten Spielzeit kam der Mittelfeldakteur in fünf Meisterschaftspartien zum Einsatz, in denen er allerdings torlos blieb.

### Fixer Neuzugang von Perth Glory
Es dauerte nur zwei Monate, ehe Sikora ein weiteres Mal mit dem Verein aus Perth in Vertragsverhandlungen stand, um in weiterer Folge sich vom Klub für ein weiteres Jahr verpflichten zu lassen. Zuvor stand der Niederländer bereits in abermaligem Kontakt mit seinem ehemaligen Ausbildungsverein, den Go Ahead Eagles, bei denen er auch Probetrainingseinheiten absolvierte, am Ende jedoch nicht überzeugen konnte. Nach seiner Rückkehr nach Australien avancierte Sikora rasch zu einem Stammspieler in der Profimannschaft des Vereins. Dabei kam er bis Dezember 2009 in 17 Meisterschaftsspielen zum Einsatz und erzielte dabei vier Tore. Danach wurde er jedoch abermals von Verletzungen zurückgeworfen, die es bis dato (Stand: 28. Oktober 2010) verhinderten, dass Sikora in einem Pflichtspiel von Perth Glory zum Einsatz kommt. Gründe dafür gab es viele. Manchmal waren es Zerrungen und Verletzungen am Oberschenkel, die Sikora für ein oder zwei Wochen zurückwarfen, danach kamen aber auch noch Hüftprobleme hinzu, die den gelernten Mittelfeldspieler gar für mehrere Wochen ausfielen ließen. Des Weiteren kamen auch noch Verletzungen an dem Knie hinzu, an dem sich Sikora bereits im Juni 2009 operieren hat lassen. Nachdem er in den Spielzeiten 2010/11 und 2011/12 nur noch zu insgesamt einem Einsatz gekommen war, erklärte er Mitte 2012 seinen Rücktritt vom Profisport.

## Nationalmannschaftskarriere
Erste internationale Erfahrung sammelte Siktora in den 1990er Jahren, als er unter anderem im Jahre 1994 mit der niederländischen U-16-Auswahl an der Qualifikation zur U-16-Europameisterschaft 1994 teilnahm und dabei am 8. März 1994 (0:1-Niederlage gegen England U-16) in seinem ersten Bewerbsspiel debütierte. Weitere Einsätze für die U-18- und die U-21-Nationalmannschaft seines Heimatlandes folgten in den darauffolgenden Jahren.
Seine erste Einberufung in die A-Nationalmannschaft seines Heimatlandes folgte im Februar 2001, als er für ein freundschaftliches Länderspiel gegen die Türkei nominiert wurde, und am 28. Februar 2001 auch in diesem debütierte. Bis zu seinem letzten Länderspieleinsatz am 19. Mai 2002 bei einem 2:0-Erfolg über die USA kam Sikora in insgesamt sechs Länderspielen der Niederlande zum Einsatz. Unter anderem absolvierte er auch zwei Spiele im Laufe der Qualifikation zur WM 2002, wo er beim 2:2-Remis gegen Portugal und beim 4:0-Erfolg über Zypern zum Einsatz kam.

## Erfolge
mit Ajax Amsterdam
- 1× Niederländischer Supercupsieger: 2002
- 1× Niederländischer Vizemeister: 2002/03
- 1× Niederländischer Meister: 2003/04
- zweifache Champions-League-Teilnahme: 2002/03 und 2003/04